# Amun-her-khepeixef (fill de Ramsès II)
Amonherkhepsef (Amon és qui té la mà forta) fou príncep d'Egipte, fill més gran de Ramsès II i de la seva dona principal Nefertari.

## Vida
Va néixer abans que el seu pare fos rei i el seu nom abans de ser príncep era Amunherwenemef (Amon és qui té la mà destra).
Fou general en cap i és possible que participés en la batalla de Kadesh (havia de ser molt jove) i a les campanyes posteriors. Dos anys després de Kadesh, Ramsès II va tornar a Canaan amb un exèrcit dividit en dues parts: una dirigida suposadament per Amonherkhepsef, que va dominar les tribus shosu del Negev i la mar Morta i als edomites i es va dirigir a Moab; l'altra part, dirigida pel mateix faraó, va atacar Jerusalem i Jericó i després va entrar també a Moab i es va unir al fill i junts van marxar contra Heshbon i finalment van reconquerir Apa.

### Mort
Va morir abans que el seu pare entre els 40 i el 52 anys (probablement sobre els 45, l'any 25è del regnat patern) i probablement fou enterrat a la tomba del seu pare, KV5, a la Vall dels Reis. El successor com a hereu fou el seu germà Ramessu.
Entre els artefactes trobats a la tomba hi havia vasos canopis etiquetats amb el nom d'Amonherkhepsef i que contenien òrgans. També s'hi van trobar ossos de quatre homes, inclòs un crani amb una fractura profunda, que es creu que va ser fet per una maça.

## Títols

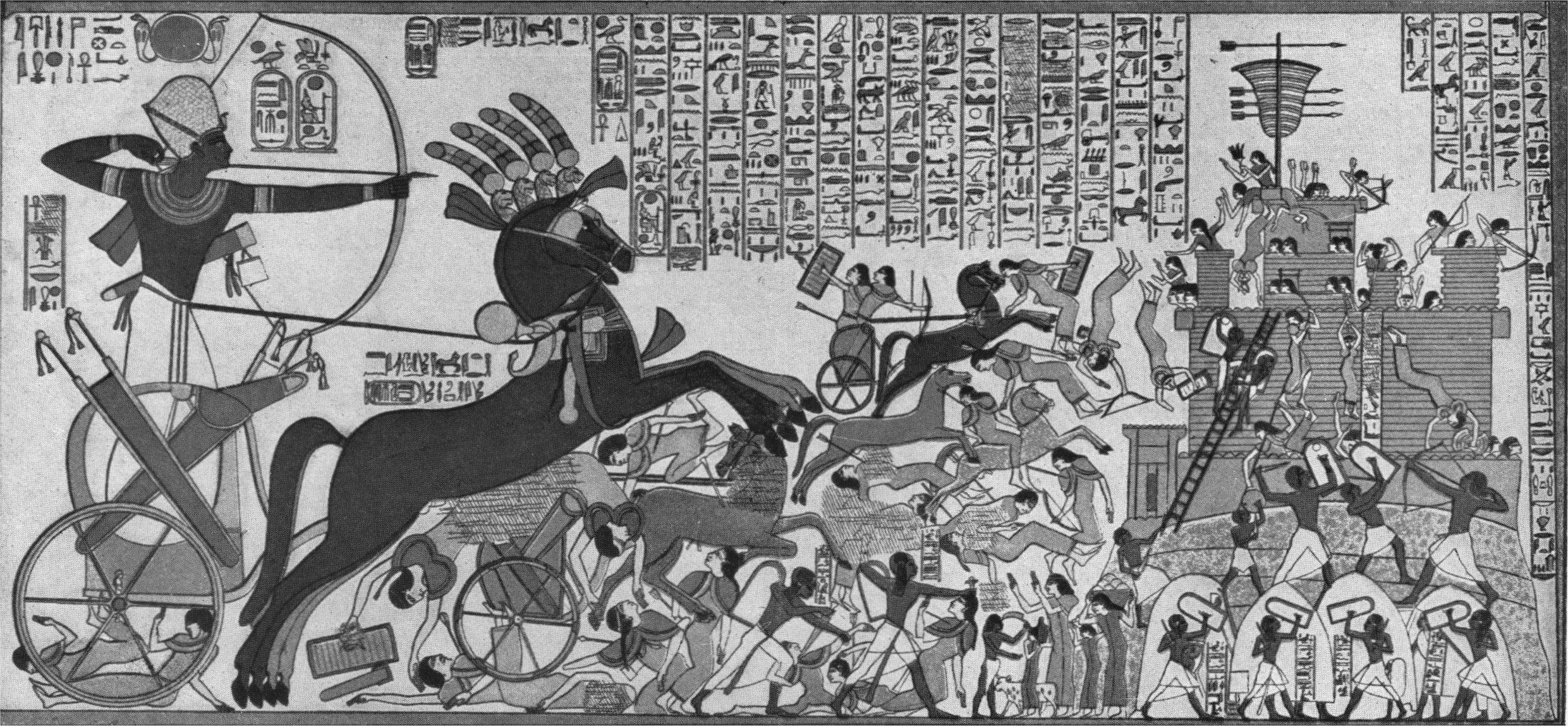
Escena de batalla a Síria

Entre els seus títols, el de portador del vano de la dreta del rei, hereu i príncep hereu, escrivà reial, generalíssim del rei, fill gran i fill del rei, primer fill del rei, comandant de les tropes del rei, confident eficaç i estimat del rei, cap dels secrets de la casa reial, senyor al càrrec de tota la terra, sem-sacerdot del bon deu, delegat i jutge de les dues terres, controlador de terres llunyanes (molts d'aquest títols resulten l'estela trobada a Qantir o Pi-Ramsès, al delta).
Els títols de confident eficaç i estimat del rei i de comandant de les tropes del rei només se sap que els va portar ell; els altres títols foren portats per altres fills.

## Testimonis
Apareix a escenes a Abu Simbel, al temple de Seti I a Abidos, al temple de Der, al de Luxor, al Ramesseum i a Wadi al-Sebua. A algunes escenes d'Abu Simbel i a Beit al-Wadi apareix en actes militars. A Karnak apareix portant presoners junt amb altres germans.